# Калинин (Савоськинское сельское поселение)
Калинин — хутор в Зимовниковском районе Ростовской области.
Входит в состав Савоськинского сельского поселения.

## География
На хуторе имеется одна улица: Дружбы.

## Население
| 2010 |
| ---- |
| 23   |